# سباستيان بادينغتون
سباستيان بادينغتون (بالإنجليزية: Sebastien Paddington)‏ (مواليد 23 يونيو 1977) هو سبّاح من ترينيداد وتوباغو، مثّل بلاده في الألعاب الأولمبية الصيفية 2000.

## روابط خارجية
سباستيان بادينغتون على موقع الاتحاد الدولي للسباحة (الإنجليزية)
- سباستيان بادينغتون على موقع أوليمبيديا (الإنجليزية)